# Beloniscus biconus
Beloniscus biconus is een hooiwagen uit de familie Beloniscidae.De wetenschappelijke naam van Beloniscus biconus gaat terug op Roewer.